# 49 Eskadra Towarzysząca
49 eskadra towarzysząca – pododdział lotnictwa Wojska Polskiego w II Rzeczypospolitej.

## Historia
Z dniem 1 listopada 1937 w 4 pułku lotniczym w Toruniu przystąpiono do formowania 46 i 49 eskadry towarzyszącej. Obie eskadry organizowano na bazie 43 eskadry towarzyszącej. Proces formowania 49 eskadry towarzyszącej zakończono wiosną 1938, gdy dla obu jej plutonów skompletowano samoloty Lublin R.XIII. 
W tym samym czasie utworzono dowództwo II/4 dywizjonu towarzyszącego. Dowódcą dywizjonu został mjr pil. Tadeusz Czołowski. Podporządkowano mu wszystkie trzy eskadry towarzyszące.
10 listopada 1938 Minister Spraw Wojskowych rozkazem L. dz. 2676/tjn. nakazał sformowanie wydzielonego dywizjonu towarzyszącego na prawach oddziału wydzielonego, w składzie:
- 46 eskadra towarzysząca
- 49 eskadra towarzysząca
- pododdział parkowy nr 4
- pododdział portowy
- podkwatermistrzostwo
- służby

Do organizacji dywizjonu przystąpiono wiosną 1939 na lotnisku Bydgoszcz-Biedaszkowo. Dowódcą dywizjonu mianowano mjr. pil. Romana Rudkowskiego. Według Jerzego Pawlaka organizacja dywizjonu pozostawała w ścisłym związku z planami jego użycia w ramach Korpusu Interwencyjnego. 
15 maja 1939 obie eskadry i dowództwo dywizjonu zostały przeniesione z Torunia do Bydgoszczy. 
23 sierpnia 1939 zarządzona została mobilizacja jednostek grupy brązowej z wyjątkiem podgrupy 4 (wojska kolejowe). Początek mobilizacji wyznaczono na godzinę 6.00 dnia 24 sierpnia 1939. Zgodnie z założeniami planu mobilizacyjnego „W” 49 eskadra towarzysząca została rozformowana. W tym samym czasie rozformowano dowództwo wydzielonego dywizjonu towarzyszącego. 46 eskadra towarzysząca została przemianowana na 46 eskadrę obserwacyjną i razem z pododdziałem parkowym nr 4 podporządkowana dowódcy lotnictwa i OPL Armii „Pomorze”. 

## Personel eskadry
| Stanowisko    | Stopień, imię i nazwisko                   | Przydział we IX 1939 |
| ------------- | ------------------------------------------ | -------------------- |
| dowódca       | kpt. Władysław Emil Dawidek                |                      |
| dowódca I/49  | kpt. Franciszek Wesołowski                 |                      |
| dowódca II/49 | por. Stanisław Kostka Racibor Osiadacz     |                      |
| pilot         | por. Jan Feliks Wronka                     |                      |
| obserwator    | por. Lutmił Marceli Kozłowski              |                      |
| obserwator    | por. piech. Witold Jan Szumyłowicz         |                      |
| obserwator    | por. piech. Bronisław Władysław Stacherski |                      |

Dowódcy eskadry:
- por. obs. Bernard Krupa  (1 XI 1937 – 20 III 1938)
- por. obs. Władysław Dawidek  (20 III 1938 – 13 III 1939)
- por. obs. Franciszek Wesołowski  (13 III – 13 IV 1939)
- kpt. obs. Franciszek Rybicki  (13 IV – 24 VIII 1939)

dowódca I/49 plutonu:
- por. pil. Mieczysław Stefanicki  (1 XI 1937 – 31 XII 1938)
- por. obs. Franciszek Wesołowski  (1 I – 24 VIII 1939)

dowódca II/49 plutonu:
- por. obs. Wiktor Szumbarski (1 XI 1937 – 31 XII 1938)
- por. obs. Stanisław Osiadacz  (1 I – 24 VIII 1939)

szef mechaników:
- st. majster wojsk. Jan Bryndal
- st. majster wojsk. Wojciech Gruszecki

szef eskadry:
- plut. Ludwik Panowicz

## Godło eskadry
Godłem 49 eskadry towarzyszącej była czerwono-czarna biedronka na tle białego pięcioboku z czerwoną obwódką.